# Strzępkoskórka białoochrowa

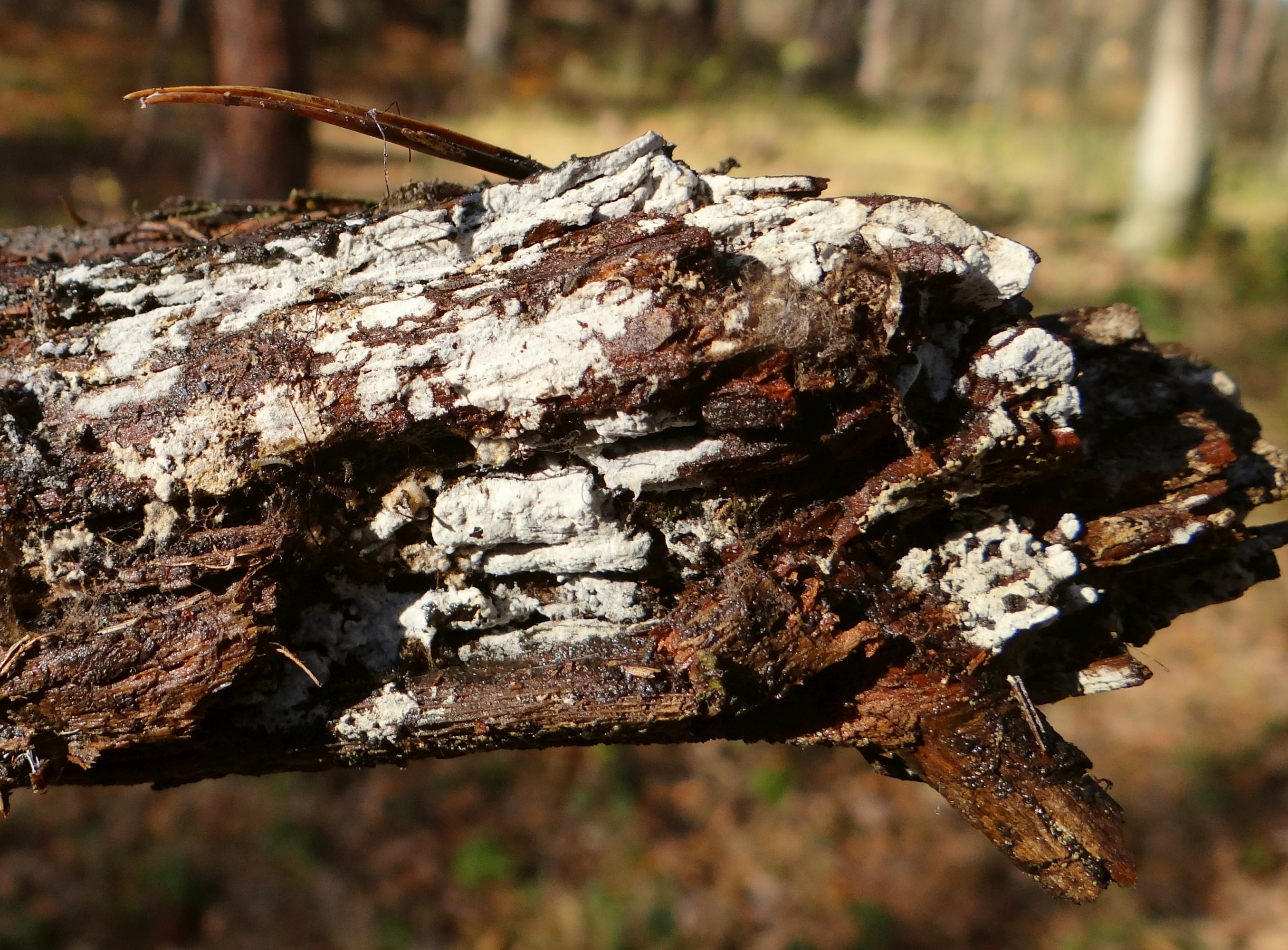

Strzępkoskórka białoochrowa (Kurtia argillacea (Bres.) Karasiński) – gatunek grzybów z rzędu szczeciniakowców (Hymenochaetales).

## Systematyka i nazewnictwo
Pozycja w klasyfikacji według Index Fungorum: Kurtia, Incertae sedis, Hymenochaetales, Agaricomycetidae, Agaricomycetes, Agaricomycotina, Basidiomycota, Fungi.
Gatunek ten opisał w 1892 roku Giacopo Bresàdola, nadając mu nazwę Corticium argillaceum. W 2014 r. Dariusz Karasiński przeniósł go do rodzaju Kurtia.
Ma 14 synonimów. Niektóre z nich:
- Hyphoderma argillaceum (Bres.) Donk 1957
- Hyphoderma reticulatum (Wakef.) Donk 1957
- Peniophora carneola var. platyspora Rick 1959
- Peniophora reticulata Wakef. 1952

W 2003 roku Władysław Wojewoda zaproponował polską nazwę strzępkoskórka białoochrowa (wówczas gatunek ten zaliczany był do rodzaju Hyphoderma, czyli strzępkoskórka). Po przeniesieniu do rodzaju Kurtia nazwa ta stała się niespójna z nazwą naukową.

## Morfologia
Owocnik
Rozpostarty o grubości 80–200 µm. Powierzchnia hymenialna biała, bladożółtawo biała do płowożółtej, gładka, siateczkowata lub ciągła, pokryta włoskami widocznymi przy 20-krotnym powiększeniu. Brzeg w tym samym kolorze, rzadszy i rozproszony. Na przekroju pionowym niemal szklisty, błoniasty.
Cechy mikroskopowe
System strzępkowy monomityczny. Strzępki o średnicy 2,5–4 µm, gładkie, cienkościenne do lekko grubościennych (do 0,5 µm). Przegrody ze sprzążkami. Cystydy (hipocystydy) rurkowate z nabrzmiałymi podstawami, zwężające się na wierzchołkach, o wymiarach 80–150 × 10–20 µm, ze sprzążkami u podstawy, gładkie, cienkościenne, ale czasami pogrubione do 0,5 µm u podstawy. Wystają do 120 µm ponad powierzchnię hymenium. Czasami są inkrustowane materiałami żywicznymi o barwie od żółtawej do brązowawej. Leptocystydy główkowate, 25–50 × 3,5–7 µm, ze sprzążkami w podstawie, gładkie, cienkościenne. Podstawki o kształcie od maczugowatego do prawie workowatego, 20–35 × 5–8 µm, ze sprzążkami w podstawie, 4-sterygmowe. Bazydiospory elipsoidalne do prawie cylindrycznych, 6–9 × 3,5–5,5 µm, gładkie, cienkościenne, nieamyloidalne.

## Występowanie i siedlisko
Poza Antarktydą i Australią występuje na wszystkich kontynentach oraz na wielu wyspach. W Europie jest znany z licznych stanowisk na całym obszarze z wyjątkiem Europy Południowo-wschodniej. W Polsce podano wiele stanowisk, W. Wojewoda w 2003 r. przytacza ich 10.
Nadrzewny grzyb saprotroficzny. Występuje w lasach liściastych i iglastych na martwym drewnie, zwłaszcza jodły i buka. Rozwija się na leżących na ziemi pniach i gałęziach.